# 帕扎爾吉克州
帕扎爾吉克州是保加利亞的一個州，位於該國西南部。面積4,459平方公里，2006年時人口為317,358人。州府帕扎爾吉克，下分为12个市镇。